# Liefde en geluk (strip)
Liefde en geluk (vanaf het tweede deel op de cover weergegeven als Liefdengeluk) is een stripreeks van Gerrit de Jager.

## Albums
| Nr. | Titel                                                  | Jaar | Uitgever | Eerder verschenen in | ISBN          |
| --- | ------------------------------------------------------ | ---- | -------- | -------------------- | ------------- |
| 1   | Jaap en Greet in Liefde & geluk                        | 1983 | Espee    | Het Parool           | 90-6477-064-6 |
| 2   | Ben bang van niet denk                                 | 1984 | Espee    | Het Parool           | 90-6477-080-8 |
| 3   | De totale liefde & het complete geluk van Jaap & Greet | 1985 | Espee    |                      | 90-6477-098-0 |
| 4   | Liefde en gelul                                        | 1985 | Espee    |                      | 90-6477-128-6 |

| Nr. | Titel                   | Jaar | Uitgever    | Eerder verschenen in                         | ISBN          |
| --- | ----------------------- | ---- | ----------- | -------------------------------------------- | ------------- |
| 1   | Bel niet mij ik bel jou | 1988 | Oberon      | Algemeen Dagblad                             | 90-320-9002-X |
| 2   | Zoek!!                  | 1991 | Big Balloon | Algemeen Dagblad, Sjors en Sjimmie Stripblad | 90-320-9012-7 |
| 3   | Zoek been!              | 1993 | Big Balloon | Algemeen Dagblad, Sjors en Sjimmie Stripblad | 90-5425-293-6 |
| 4   | Tot op het bot          | 1995 | Big Balloon | Algemeen Dagblad, Sjors en Sjimmie Stripblad | 90-5425-476-9 |
| 5   | Greetest hits           | 1996 | Big Balloon | Televizier, Sjosji                           | 90-5425-288-X |
| 6   | Laat maar weer          | 1997 | Big Balloon | Televizier, TV7                              | 90-5425-110-7 |

| Titel                   | Jaar | Uitgever                   | Eerder verschenen in | ISBN          |
| ----------------------- | ---- | -------------------------- | -------------------- | ------------- |
| Liefde en geluk         | 1984 | SP                         | Het Parool           | 90-6477-133-2 |
| Liefdengeluk is ...     | 2000 | Big Balloon (Pokkeboekies) |                      | 90-5425-695-8 |
| Liefde en geluk in 2004 | 2004 | Uitgeverij M               | Algemeen Dagblad     | 90-225-3776-5 |